# Halsteadium petiolatum
Halsteadium petiolatum är en stekelart som beskrevs av Boucek 1992. Halsteadium petiolatum ingår i släktet Halsteadium och familjen bredlårsteklar.
Artens utbredningsområde är:
- Colombia.
- Costa Rica.
- Guatemala.

Inga underarter finns listade i Catalogue of Life.